# ニコラス・モズレー (第3代レイブンズデール男爵)
第3代レイブンズデール男爵・第7代準男爵ニコラス・モズレー（英語: Nicholas Mosley, 3rd Baron Ravensdale, 7th Baronet、1923年6月25日 - 2017年2月28日）は、イギリスの小説家、貴族、政治家、陸軍軍人。

## 経歴
1923年6月25日に後にイギリス・ファシスト連合の指導者として著名となる庶民院議員第6代準男爵オズワルド・モズレーとその先妻シンシア(初代ケドルストンのカーゾン侯爵・初代レイブンズデール男爵ジョージ・カーゾンの娘)の間の長男として生まれる。マックス・モズレー（弁護士、国際自動車連盟（FIA）第8代会長）は、異母弟（母は再婚相手であるダイアナ・ミットフォード）。
イートン校を経てオックスフォード大学・ベリオール・カレッジへ進学。第二次世界大戦中はライフル連隊に大尉として従軍し、ミリタリー・クロスを受章した
戦後は小説家となり、1951年には『Spaces of the Dark』、1955年には『The Rainbearers』、1957年には『Corruption』、1958年には『African Switchback』、1961年には『The Life of Raymond Raynes』、1962年には『Meeting Place』、1964年には『Accident』（1967年に「できごと」で映画化）を著した。ジョゼフ・ロージー監督の映画『暗殺者のメロディ』の脚本家でもある。
1966年に母方の伯母である第2代レイブンズデール女男爵アイリーン・カーゾンが、子供なく亡くなったのに伴い、第3代レイブンズデール男爵位を継承し、貴族院議員に列する。さらに1980年には父オズワルドが死去したのに伴い、第7代準男爵位も継承した。
1999年11月11日、トニー・ブレア政権下での貴族院改革で、世襲貴族の議席が制限されたことにより貴族院議員の地位を失った。
2017年2月28日に死去した。爵位は孫にあたるダニエル・モズレーが継承した。

## 栄典

### 爵位・準男爵位
1966年2月9日の伯母アイリーン・カーゾンの死去により以下の爵位を継承。
- ダービー州におけるレイブンズデールの第3代レイブンズデール男爵 (3rd Baron Ravensdale, of Ravensdale in the County of Derby)
(1911年11月2日の勅許状による連合王国貴族爵位)

1980年12月3日の父オズワルド・モズレーの死去により以下の準男爵位を継承
- (ランカシャー州におけるアンコーツの)第7代準男爵 (7th Baronet "of Ancoats in the County of Lancaster")
(1781年6月8日の勅許状による準男爵位)

### 勲章
1945年、ミリタリー・クロス（MC）

## 家族
1947年にジョン・サーモンド空軍元帥の娘ローズマリーと結婚。彼女との間に以下の4子を儲けた。
- 長男ショーン・ニコラス・モズレー (1949-2009) - 彼の長男ダニエル・モズレー (1982-)が第4代レイブンズデール男爵を継承した
- 次男イーボ・アダム・レックス・モズレー (1951-)
- 三男ロバート・モズレー (1955-)
- 長女クレア・イモージェン・モズレー (1959-)

1974年にヴェリティ・レイモンドと再婚。彼女との間に以下の1子を儲ける。
- 四男マリウス・モズレー (1976-)